# Região Geográfica Intermediária de São Luís
A Região Geográfica Intermediária de São Luís é uma das cinco regiões intermediárias do estado brasileiro do Maranhão e uma das 134 regiões intermediárias do Brasil, criadas pelo Instituto Brasileiro de Geografia e Estatística (IBGE) em 2017.
É composta por 73 municípios, distribuídos em oito regiões geográficas imediatas,  abrangendo parte da Baixada Maranhense, parte das Reentrâncias Maranhenses, o Golfão Maranhense, a Região Metropolitana de São Luís, os Lençóis Maranhenses, a região do Munim e o Delta do Parnaíba.
Sua população total estimada pelo Instituto Brasileiro de Geografia e Estatística (IBGE) para 1º de julho de 2018 é de 3 195 100 habitantes, distribuídos em uma área total de 70 813,259 km².
São Luís é o município mais populoso da região intermediária, além de ser capital do estado, com 1 094 667 habitantes, de acordo com estimativas de 2018 do Instituto Brasileiro de Geografia e Estatística (IBGE).

## Regiões geográficas imediatas
| Região geográfica imediata                    | Municípios | População Estimativa 2018 | Área (km²) |
| --------------------------------------------- | --- | ------------------------- | ---------- |
| Região Geográfica Imediata de São Luís        | Alcântara Axixá Bacabeira Cachoeira Grande Icatu Morros Paço do Lumiar Presidente Juscelino Raposa Rosário Santa Rita São José de Ribamar São Luís | 1 621 102                 | 9 304,607  |
| Região Geográfica Imediata de Pinheiro        | Bacurituba Bequimão Palmeirândia Pedro do Rosário Peri Mirim Pinheiro Presidente Sarney Santa Helena São Bento Turiaçu Turilândia                  | 334 956                   | 13 144,220 |
| Região Geográfica Imediata de Chapadinha      | Anapurus Belágua Brejo Buriti Chapadinha Mata Roma Milagres do Maranhão Santa Quitéria do Maranhão São Benedito do Rio Preto Urbano Santos         | 268 842                   | 12 229,004 |
| Região Geográfica Imediata de Viana           | Arari Cajapió Cajari Matinha Olinda Nova do Maranhão Penalva São João Batista São Vicente Ferrer Viana Vitória do Mearim                           | 263 893                   | 7 034,609  |
| Região Geográfica Imediata de Itapecuru-Mirim | Anajatuba Cantanhede Itapecuru-Mirim Matões do Norte Miranda do Norte Nina Rodrigues Pirapemas Presidente Vargas Vargem Grande                     | 260 367                   | 8 069,740  |
| Região Geográfica Imediata de Tutóia-Araioses | Água Doce do Maranhão Araioses Magalhães de Almeida Paulino Neves Santana do Maranhão São Bernardo Tutóia                                          | 193 989                   | 7 228,786  |
| Região Geográfica Imediata de Cururupu        | Apicum-Açu Bacuri Cedral Central do Maranhão Cururupu Guimarães Mirinzal Porto Rico do Maranhão Serrano do Maranhão                                | 130 774                   | 5 675,651  |
| Região Geográfica Imediata de Barreirinhas    | Barreirinhas Humberto de Campos Primeira Cruz Santo Amaro do Maranhão                                                                              | 121 177                   | 8 126,642  |
| Total                                         | 73 | 3 195 100                 | 70 813,259 |